# Laurids Skands
Laurids Skands, född 4 maj 1885, död 15 oktober 1934, var en dansk manusförfattare och regissör. 

## Filmmanus i urval
- 1914 – Det hemmelighedsfulde X
- 1919 – En ung mans väg
- 1919 – Jefthas dotter
- 1922 – Ödets redskap
- 1930 – Eskimå

## Regi i urval
- 1923 – Livets karneval